# Liniment oléo-calcaire
Le liniment oléo-calcaire ou liniment calcaire est un mélange à parties égales d'huile d'olive et d'eau de chaux. Utilisé historiquement contre les brûlures, il est également utilisé pour les soins d'hygiène des nourrissons, et son utilisation a même été envisagée par des équipes de l'hôpital Cochin pour des enfants nés prématurément. Il est particulièrement adapté aux enfants allergiques et évite les érythèmes fessiers (fesses rouges)[réf. nécessaire].
Le liniment oléo-calcaire est un liquide jaunâtre ou blanchâtre, d'apparence huileuse, qui se sépare en deux phases au repos. Il doit donc être agité avant usage.

## Utilisation
Directement ou sur du coton ou un linge, il est utilisé pour le nettoyage des fesses des bébés. [réf. nécessaire].
Dans la couche, l'urine acidifie la peau[Information douteuse] ce qui provoque généralement un érythème fessier. Appliquer une base (l'eau de chaux) permet de rétablir le pH naturel de la peau, tandis que l'huile protège la peau de l'urine lorsque la couche sera de nouveau remplie[réf. nécessaire].
L'utilisation du liniment oléo-calcaire est donc conseillée uniquement pour des enfants qui portent des couches. Dès lors que l'enfant n'en porte plus, son utilisation ne se justifie plus[réf. nécessaire].
Le liniment sert aussi de lotion démaquillante, de baume soin sur les rougeurs (pas les brûlures) dues au froid ou au chaud, coup de soleil léger[réf. nécessaire].
À la maison, le liniment oléo-calcaire  peut servir à l'entretien des cuirs (fauteuils, manteaux, ...)[réf. nécessaire].